# 19. арондисман Париза
19. арондисман Париза је један од 20 арондисмана главног града Француске.
Налази се на десној обали реке Сене. Пресецају га два канала, канал Сен-Денис и Канал де л'Оурк, који се састају у близини Парк Виллет.
19. арондисман, мешајући старофранцуски боемизам и париски космополитизам, укључује два јавна парка који се налази на брду и Парк Вилет, у којем се налази Град науке и индустрије, музеј и изложбени центар, Париски конзерваторијум, једна од најпознатијих музичких школа у Европи, Кабаре Саваж и Париска филхармонија,  оба су део Града музике .

## Географија
Површина арондисмана је 6.786 км2.

## Демографија
Становништво 19. арондисмана се стално повећава од 1975. године. На последњем попису, 2009. године, број становника је био 184.787 становника. 68.101 особа радила је у арондисману 1999. године.
Овај сектор је постао дом за многе имигранте у Француску, посебно из северне Африке.
| Година (француски пописи) | Популација | Густина (ст. по км2 ) |
| ------------------------- | ---------- | --------------------- |
| 1872                      | 93,174     | 13,730                |
| 1954                      | 155,058    | 22,845                |
| 1962                      | 159,568    | 23,514                |
| 1968                      | 148,862    | 21,937                |
| 1975                      | 144,357    | 21,273                |
| 1982                      | 162,649    | 23,968                |
| 1990                      | 165,062    | 24,324                |
| 1999                      | 172,730    | 25,454                |
| 2009                      | 184,787    | 27,215                |

## Места од интереса
- Парк Вилет
- Центар уметности Цент Кватре

## Галерија
- Хотел Ибис
- Павиљон Вилет
- Ватрогасна станица
- Конзерваторијум Вилет
- Градска кућа
- Вила Зивели